# 50 Moganshan Road
50 Moganshan Road (chinois simplifié : 莫干山路50号 ; chinois traditionnel : 莫干山路50號 ; pinyin : Mò gàn shān lù 50 hào) ou M50 est un quartier d'art contemporain dans le district de Putuo, à Shanghai, en Chine. Il abrite une communauté florissante de plus d'une centaine d'artistes dont les ateliers sont ouverts au public. Il est souvent comparé au SoHo de New York et à l'Espace 798 de Pékin. Ce quartier artistique est devenu une attraction culturelle populaire pour les visiteurs locaux et internationaux, et a été nommé parmi les dix meilleures choses à faire à Shanghai par Time Magazine. 

## Emplacement
Le nom fait référence à son adresse réelle et est souvent abrégé en M50 ou Moganshan Road. Il est niché dans une ancienne zone industrielle le long de la rivière Suzhou. Bien que situé dans le district de Putuo, ce quartier artistique est proche de l'hyper centre et du quartier de Jing'an. 

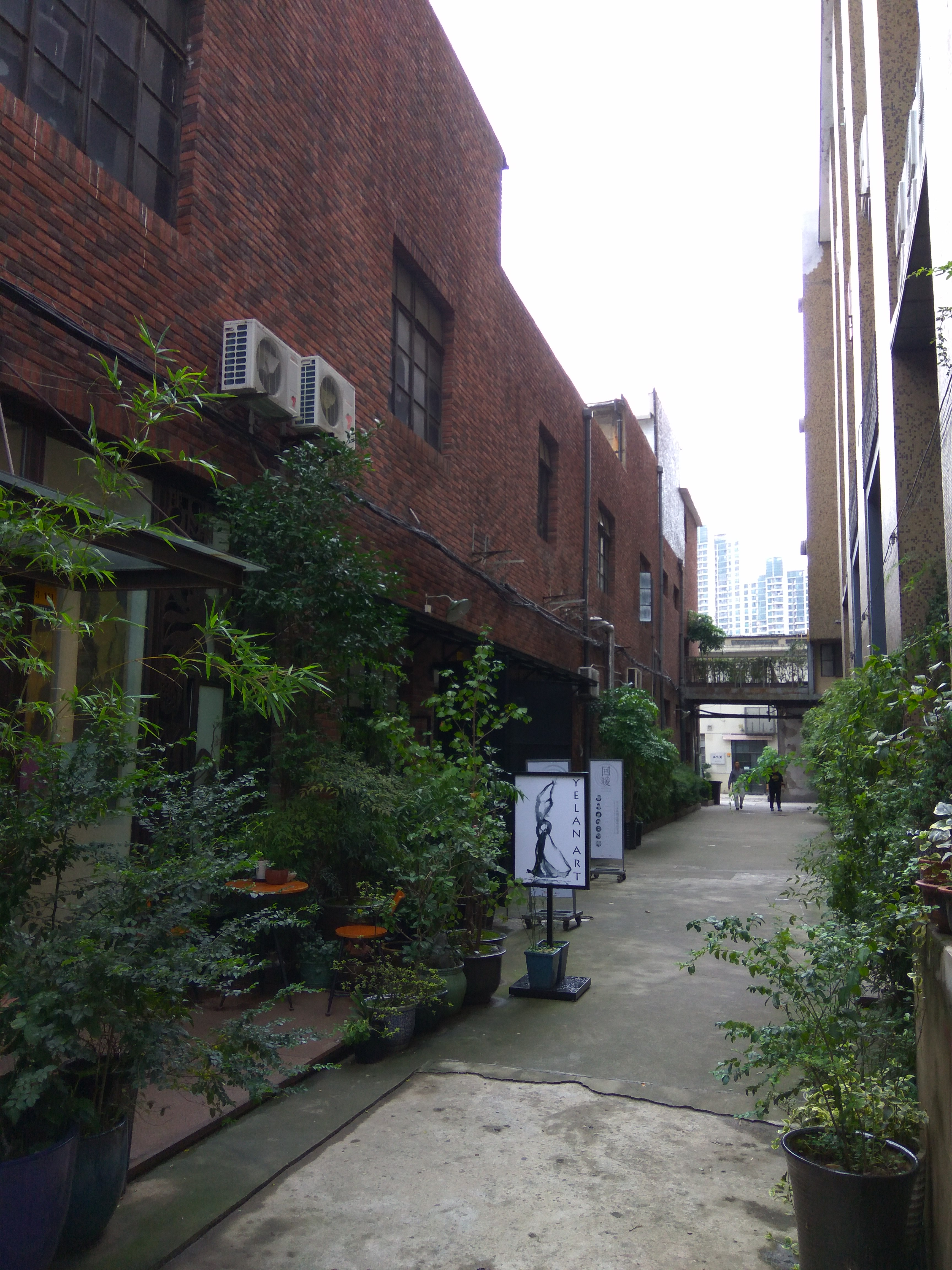
Extérieur du bâtiment 3, M50
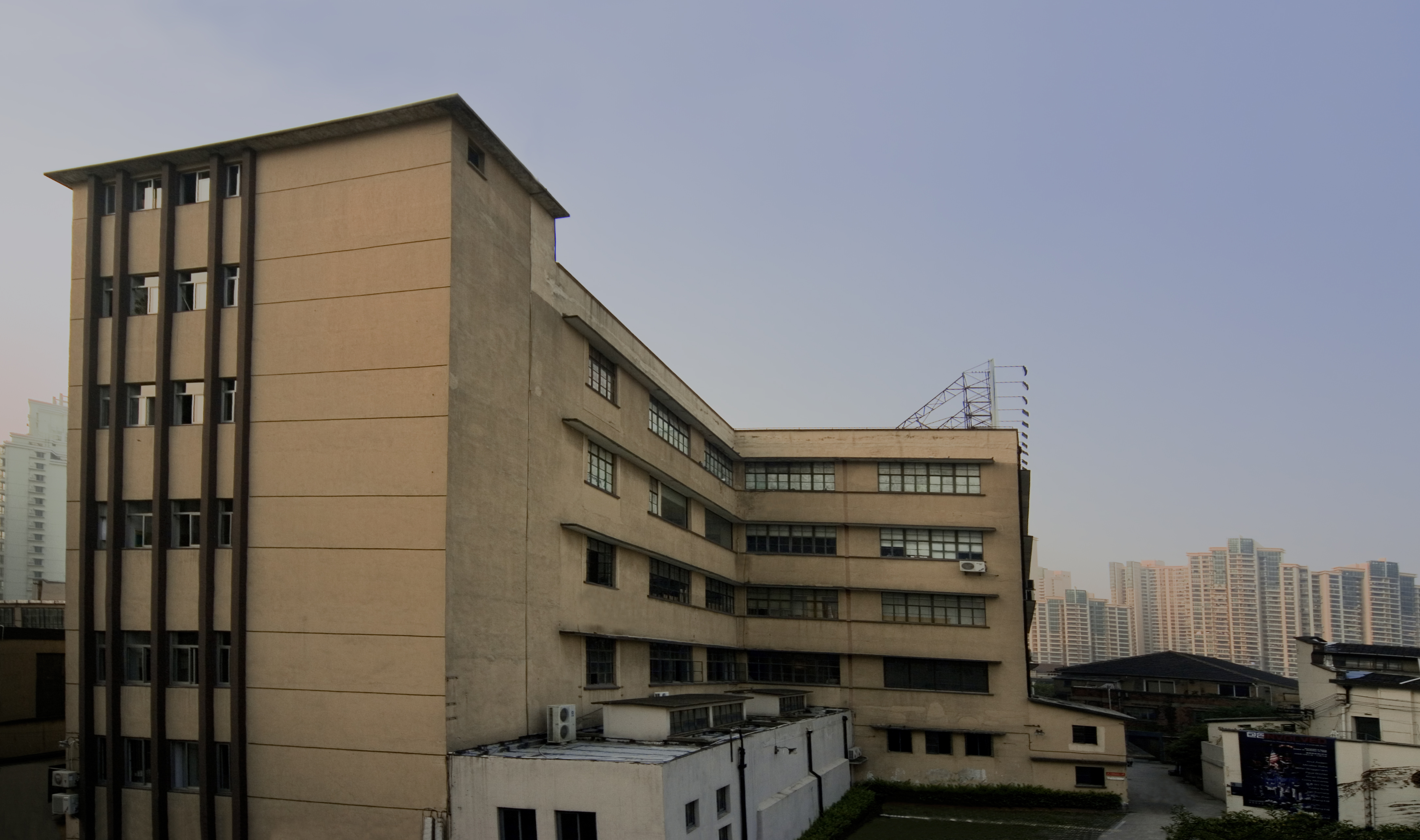
Island6 dans le quartier des arts M50.

## Histoire
50 Moganshan Road était autrefois le moulin de Chunming Slub. Son histoire artistique a débuté en 2000 lorsque l'artiste local Xue Song, attiré par la location bon marché de l'espace industriel désaffecté, s'est installé. D'autres artistes, dont Ding Yi, Qu Fengguo et Wang Xingwei, ont rapidement suivi.  Aujourd'hui, les anciennes usines et entrepôts du quartier ont été convertis en galeries d'art, ateliers d'artistes, agences de design et autres entreprises d'arts visuels et culturels de différentes tailles. Le terrain et les bâtiments appartiennent toujours à Shangtex, le groupe textile d'État qui exploitait l'usine aujourd'hui disparue.  

## Artistes et galeries
M50 accueille plus de 120 galeries et studios d'art. Certains des artistes les plus connus de Shanghai y travaillent, notamment Zhou Tiehai, Ding Yi, Yelan et le collectif d'art médiatique Liu Dao. Les galeries incluent la ShanghART Gallery, EastLink Gallery, island6, la Pantocrator Gallery et l'Biz Art.

## Transports
La station du métro de Shanghai la plus proche de M50 est la station Jiangning Road (sur la ligne 13), suivie de la station Zhongtan Road (sur les lignes 3 et 4). 

## Voir également